# Ymerana pteropoda
Ymerana pteropoda är en ringmaskart som beskrevs av Holthe 1986. Ymerana pteropoda ingår i släktet Ymerana och familjen Ampharetidae. Inga underarter finns listade i Catalogue of Life.